# Orinisobates utus
Orinisobates utus är en mångfotingart som först beskrevs av Chamberlin 1912.  Orinisobates utus ingår i släktet Orinisobates och familjen tråddubbelfotingar. Inga underarter finns listade i Catalogue of Life.